# Paul Rudolph (arquitecto)
Paul Marvin Rudolph (Elkton (Kentucky), 23 de octubre de 1918 - Nueva York (Nueva York), 8 de agosto de 1997) fue un arquitecto estadounidense. También fue el decano de la Yale School of Architecture durante seis años. Su obra más conocida es el Yale Art and Architecture Building, un edificio de hormigón diseñado usando un estilo brutalista.

## Biografía
Rudolph obtuvo su bachillerato en arquitectura en la Auburn University (entonces conocida como el Alabama Polytechnic Institute) en 1940. Posteriormente, realizó sus estudios de posgrado en la Harvard Graduate School of Design, en donde fue alumno de Walter Gropius. Sin embargo, después de tres años, abandonó la escuela para unirse a la Armada de los Estados Unidos. Luego de tres años, regresó a Harvard y se graduó en 1947.
Rudolph se mudó a Sarasota (Florida), en donde se asoció con Ralph Twitchell durante cuatro años, antes de fundar su propio estudio en 1951. Allí, formó parte de la escuela de Sarasota.
En 1950, Rudolph diseñó la W. R. Healy House, una casa en Sarasota construida sobre postes. El techo era cóncavo para que la lluvia se drenara. Además, Rudolph incluyó ventanas en celosías para permitir que las brisas de la Bahía de Sarasota entraran en la casa. Rudolph también diseñó la Riverview High School, siendo este su primer proyecto a gran escala. Estos proyectos lo convirtieron en uno de los exponentes más reconocidos de la escuela de Sarasota.
Las casas que Rudolph diseñó en Florida atrajeron la atención de la comunidad arquitectónica y empezó a recibir comisiones para edificios más grandes tales como el Jewett Art Center del Wellesley College. En 1958, obtuvo el puesto de decano de la Yale School of Architecture y poco después diseñó el Yale Art and Architecture Building. Rudolph permaneció en Yale durante seis años, después de los cuales se dedicó a la práctica privada. También diseñó el Temple Street Parking Garage en New Haven en 1962.
Posteriormente, diseñó el Government Service Center de Boston, la First Church in Boston, el campus principal de la University of Massachusetts Dartmouth (inicialmente conocida como el Southeastern Massachusetts Technological Institute) y el Dana Arts Center en la Universidad Colgate.
Cuando el estilo brutalista empezó a pasar de moda en los Estados Unidos durante los años 1970, el trabajo de Rudolph empezó a evolucionar y a volverse más conocido en el extranjero. Durante este periodo diseñó varios edificios de oficinas con vidrios reflectivos tales como el edificio de D. R. Horton y la Wells Fargo Tower en Fort Worth. Rudolph realizó varios proyectos en Singapur y otros países en Asia, incluyendo la torre de oficinas The Concourse (Singapur) y el Lippo Centre (Hong Kong).
Rudolph murió de mesotelioma a los 78 años en Nueva York.

## Galería

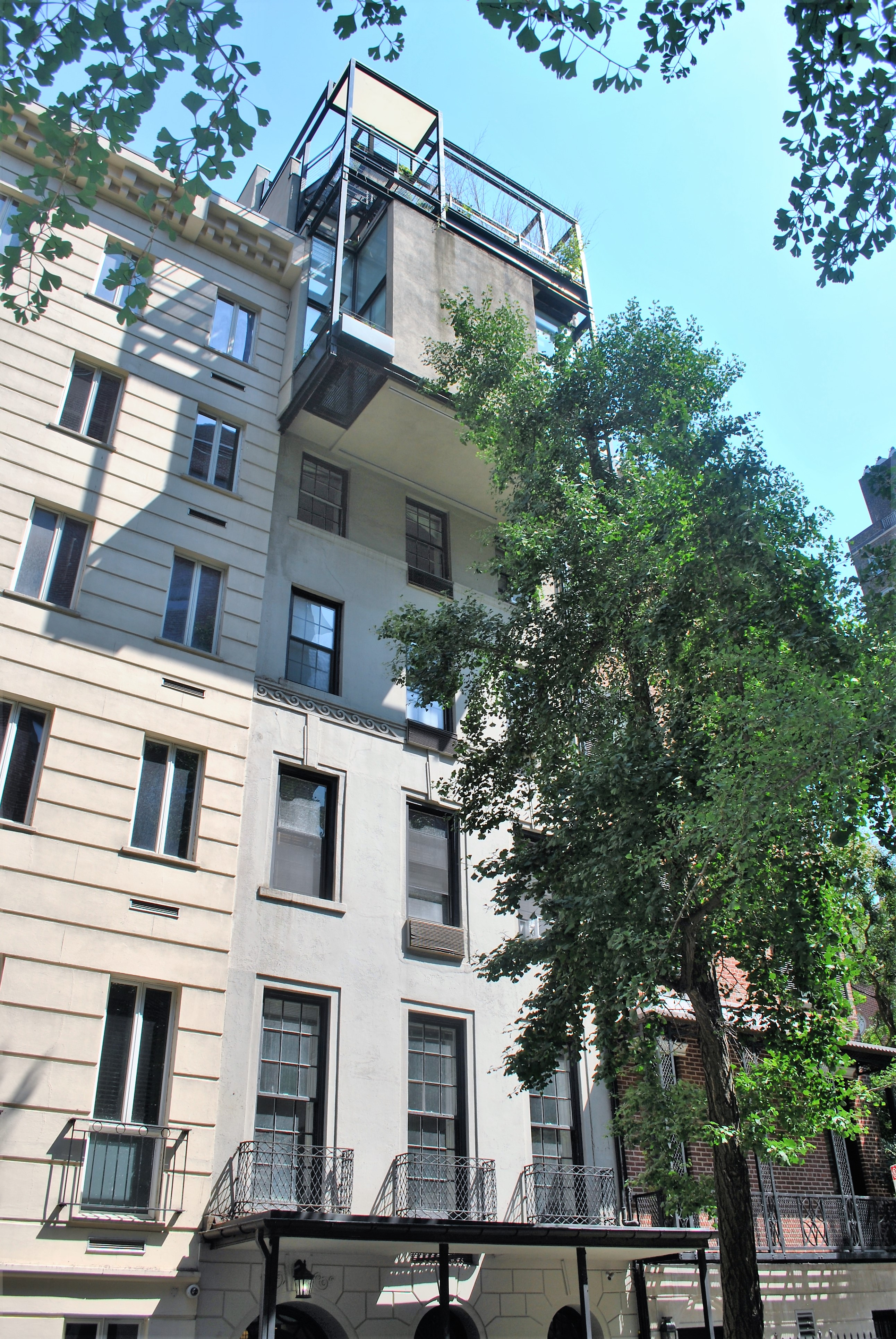
Fachada del 23 Beekman Place
Wisma Dharmala SaktiWisma Dharmala Sakti
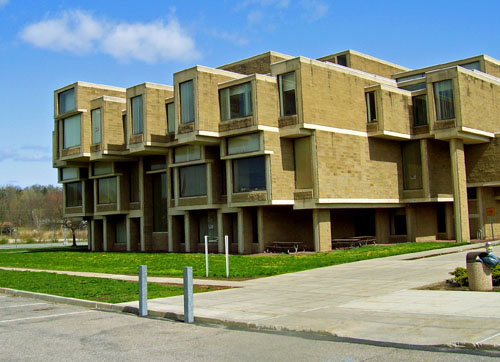
Centro de Gobierno del Condado de Orange en Goshen
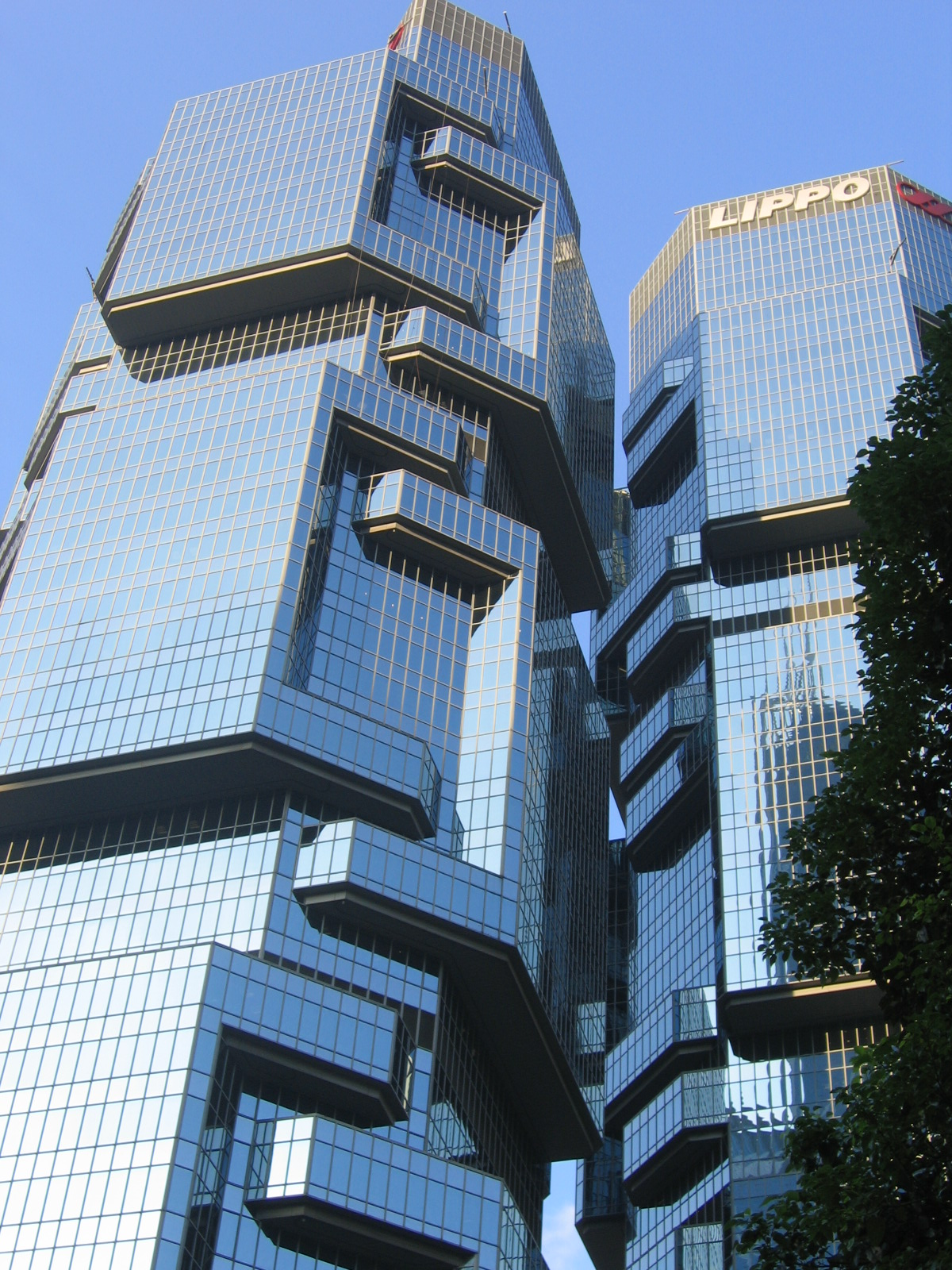
El Lippo Centre de Hong Kong